# كهف المعجزة
كهف المعجزة (بالأفريقانية: Wonderwerk Cave) هو موقع أثري تم تشكيله في الأصل كتجويف حل قديم في صخور الدولوميت في تلال كورومان ويقع بين دانيلسكويل وكورومان في مقاطعة كيب الشمالية بجنوب أفريقيا.

## وصلات خارجية
- الموقع الرسمي
- Human Timeline (Interactive) – مؤسسة سميثسونيان، المتحف الوطني للتاريخ الطبيعي (August 2016).